# Orku
Orku (en uigur: ئورقۇ رايونى, romanizado: Orqu Rayoni) también conocida por su forma china Urho (en chino, 乌尔禾区; pinyin, Wū'rhé qū)  es un distrito urbano bajo la administración directa de la Prefectura Karamay en la Región autónoma de Sinkiang, República Popular China. Su área es de 2228 km² y su población total para 2010 superó los 9 mil habitantes.

## Administración
Desde octubre de 2021, el distrito de Orku se divide en 3 pueblos que se administran en 1 subdistrito, 
1 poblado y 1 villa.